# Dimítrios Kiusópoulos
Dimitrios Kiusópulos (em grego: Δημήτριος Κιουσόπουλος; n. 1892 - f. 1977) foi um político da Grécia. Ocupou o cargo de primeiro-ministro da Grécia de 11 de Outubro de 1952 até 19 de Novembro de 1952.

## Carreira
Ele começou uma carreira jurídica de sucesso em 1917. Após a Segunda Guerra Mundial, ele foi um promotor público fortemente envolvido na expulsão de muçulmanos de ascendência albanesa; muitos dos quais foram colaboradores entusiastas das potências do Eixo ocupantes; do norte da Grécia, sentenciando 178 à morte, 370 à prisão perpétua e cerca de 1.950 à morte à revelia. Ele se tornou procurador do Supremo Tribunal (Areios Pagos) de 1950 a 1961. Quando Nikolaos Plastiras foi eleito para fora do cargo, Kiousopoulos se tornou o primeiro-ministro interino da Grécia por 39 dias, de 11 de outubro a 19 de novembro de 1952, quando o general Aléxandros Papágo o partido grego Rally obteve uma grande vitória. Ele é uma das 17 pessoas que serviram por menos de 40 dias como primeiro-ministro, e o único a fazê-lo na década de 1950. Kiousopoulos morreu em 20 de janeiro de 1977 em Atenas.